# Стойчо Стоилов
Стойчо Стоилов е български футболист.

## Кариера
Възпитаник е на школата на „Пирин“. Оттам започва кариерата му, преминала през ЦСКА, „Добруджа“ и „Литекс“. През лятото на 1999 г. е продаден в германския „Нюрнберг“. Налага се като лидер в отбора и е с основен принос за влизането в Бундеслигата. Същевременно през 2001 г. германски съд го осъжда на 8 месеца условно. Освен това е глобен и със 70 000 германски марки. Причината е, че през юни 1999 г. той влиза в Германия с невалиден гръцки паспорт под името Стойкас Стоилас с който играе чак до началото на 2001 г. През 2002 г. се връща в „Литекс“ и подписва 3-годишен договор. На 14 ноември 2002 г. е прострелян няколко пъти при лек пътен инцидент от пиян бивш военен. Стоилов успява да се възстанови, но никога повече не се завръща на терена.
За националния отбор има 10 мача и 1 гол, а в А група – над 200 срещи и 33 попадения.